# Petaloudes
Petaloudes, in italiano nota come Valle delle farfalle (in greco Πεταλούδες?, che significa appunto "farfalle"), è un comune della Grecia nella periferia dell'Egeo Meridionale (unità periferica di Rodi) con 12 133 abitanti al censimento 2001.

## Luoghi d'interesse
Petaloudes è conosciuta per una verde valle che da giugno a settembre si popola di farfalle: la Valle delle farfalle, lunga circa 1 km con ripide stradine, laghetti e ponti in legno. È un raro spettacolo naturale con migliaia di farfalle che riposano sugli alberi. L'ingresso è a pagamento e i visitatori consigliano visite di primo mattino per il fresco e per non trovare ressa. Le farfalle appartengono alla specie Euplagia quadripunctaria, e si adunano qui perché attirate dalla particolare resina di un albero, il Liquidambar orientalis, con il profumo forte e caratteristico di vaniglia.
A causa del crescente numero di turisti che tendono a disturbarle cercando di farle volare, la consistenza numerica della popolazione è in diminuzione.
Nelle antiche località agricole di Pastida e Damatria, sono presenti suggestive chiese ortodosse (come quella consacrata a San Nicola, in località Paradisi) e monasteri, tra i quali quello di Kalopetra, costruito nel 1784 dal principe di Valacchia Alexandros Ypsilanti.

## Galleria fotografica della Valle delle farfalle

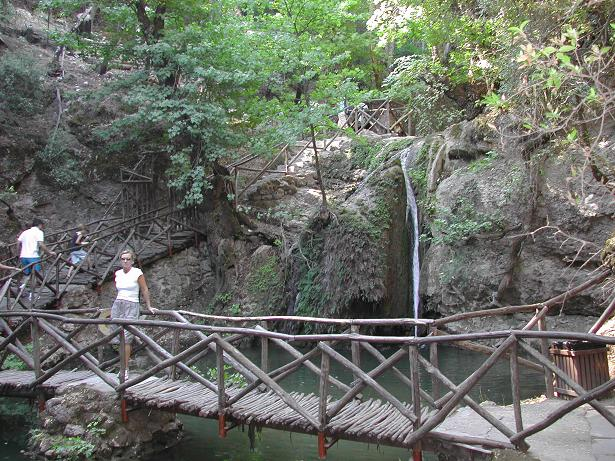
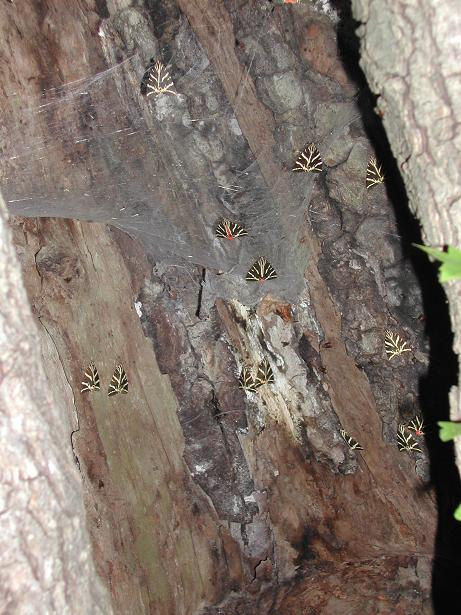
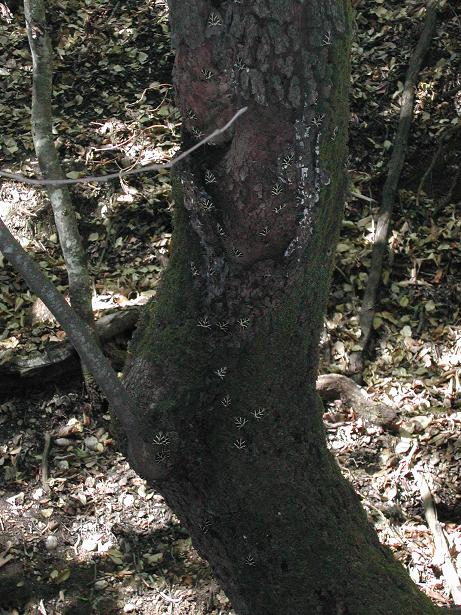
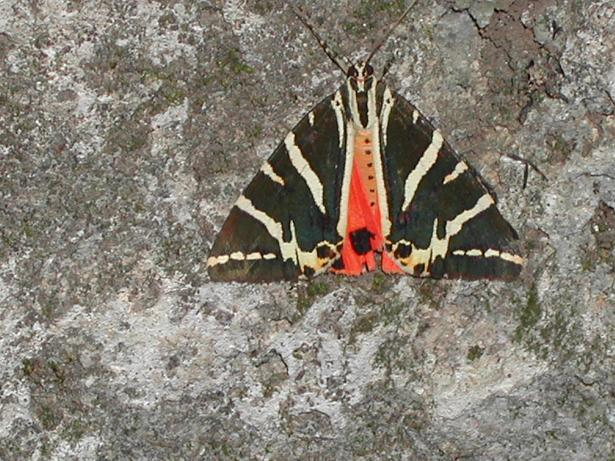
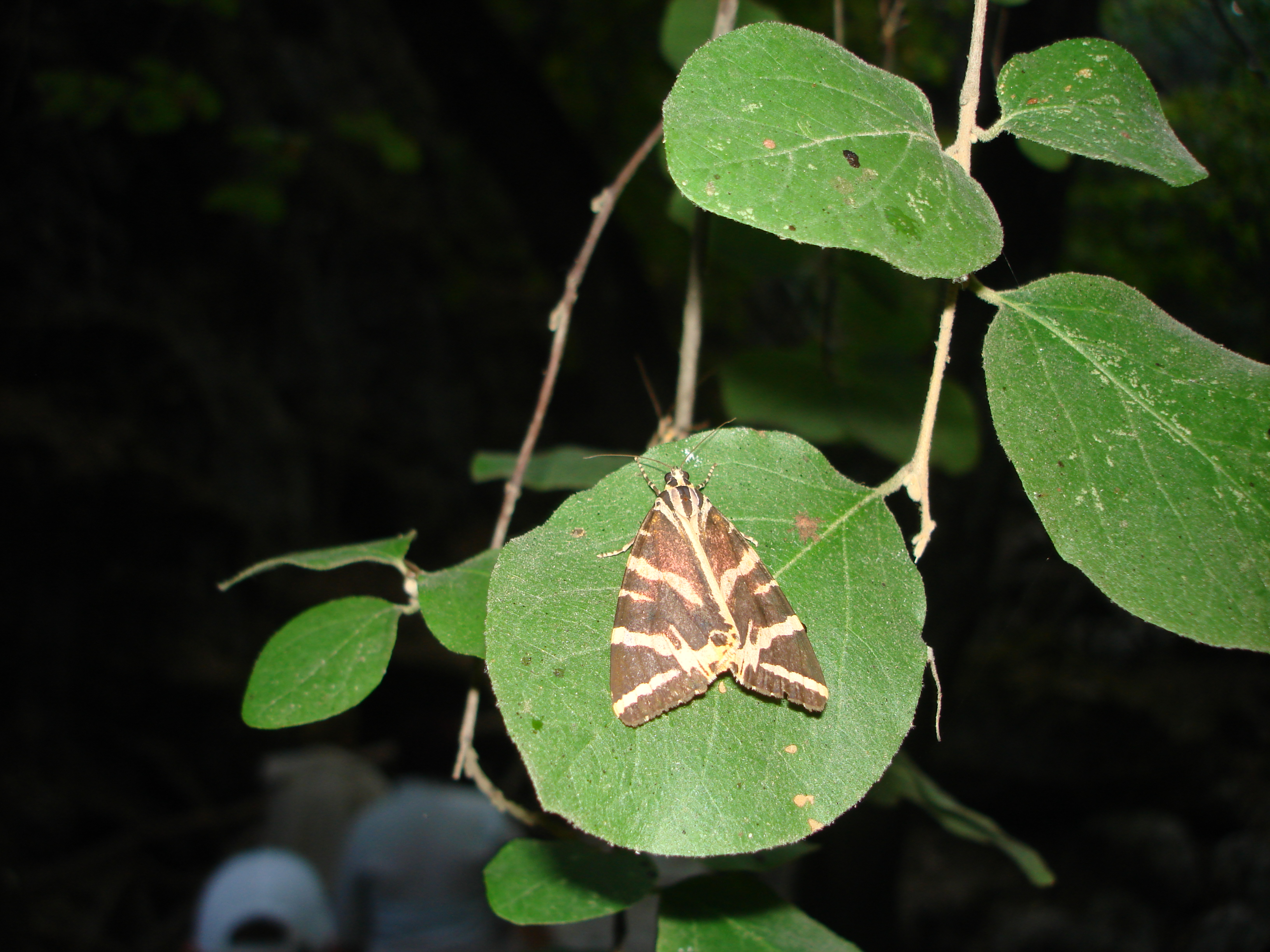
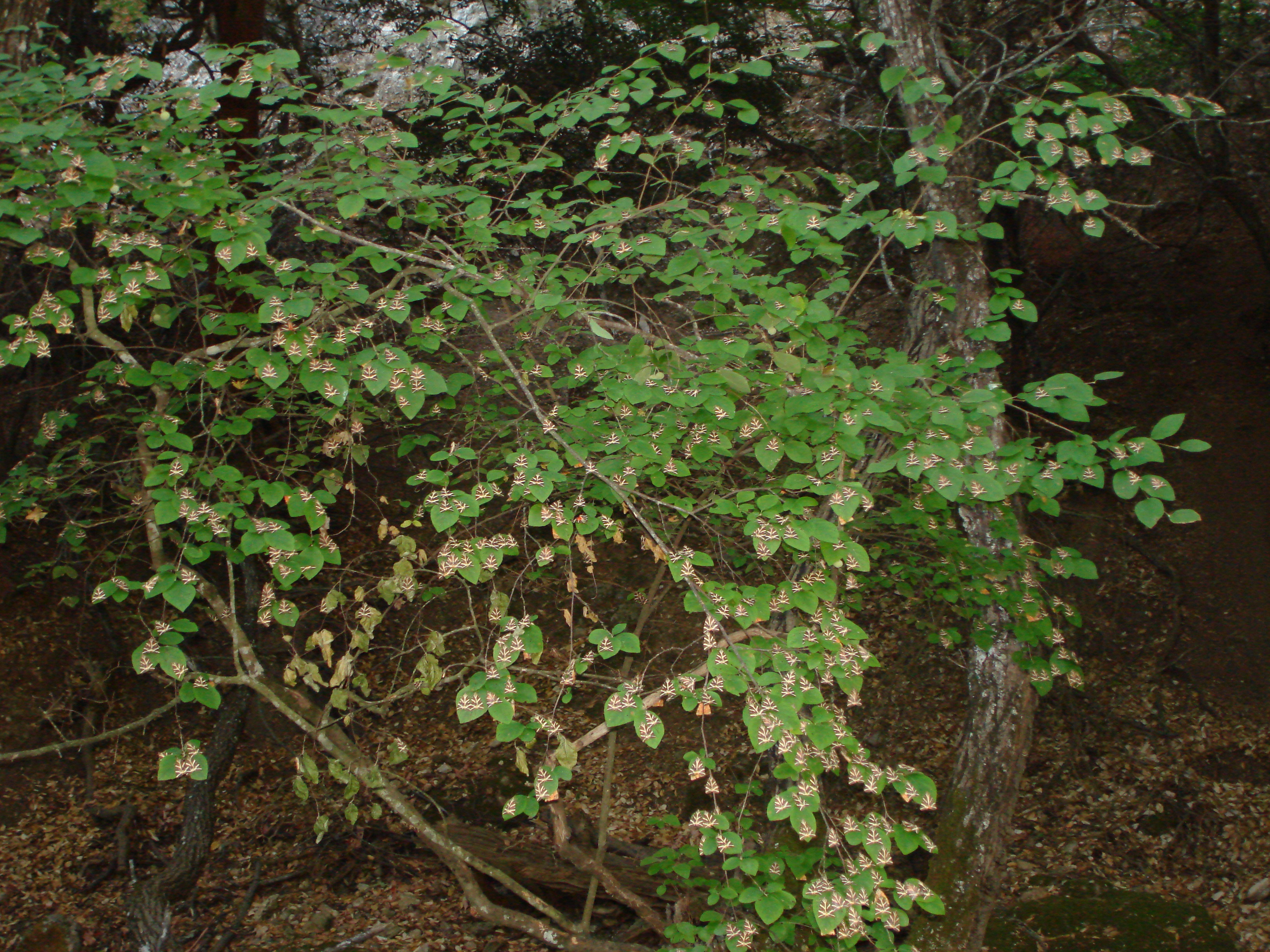

## Geografia antropica

### Suddivisioni amministrative
Il comune, la cui sede è a Cremastò (Kremasti) (posta a un'altitudine di 14 m s.l.m.), è costituito dalle circoscrizioni di Cremastò, Paradisi, Theologos, Marizza (Maritsa), Damatrià e Pastìda.
| Nome italiano località (greco) | Nome originale località | Nome circoscrizione | Nome originale circoscrizione | Popolazione (ab.) |
| ------------------------------ | ----------------------- | ------------------- | ----------------------------- | ----------------- |
| Cremastò (Kremasti)            | Κρεμαστή                | Kremasti            | Κρεμαστής                     | 4 372             |
| (Aerolimin)                    | Αερολιμήν               | Kremasti            | Κρεμαστής                     | 213               |
| Damatrià (Damatria)            | Δαματρία                | Damatria            | Δαματρίας                     | 477               |
| Cato Calamona (Kato Kalamon)   | Κάτω Καλαμών            | Damatria            | Δαματρίας                     | 0                 |
| (Theologos)                    | Θεολόγος                | Theologos           | Θεολόγου                      | 606               |
| Apano Calamona (Epano Kalamon) | Επάνω Καλαμών           | Theologos           | Θεολόγου                      | 250               |
| Marizza (Maritsa)              | Μαριτσά                 | Maritsa             | Μαριτσών                      | 1 766             |
| Villanova (Paradeisi)          | Παραδείσιον             | Paradisi            | Παραδεισίου                   | 2 603             |
| (Vagies)                       | Βαγιές                  | Paradisi            | Παραδεισίου                   | 43                |
| Pastìda o Bastida (Pastida)    | Παστίδα                 | Pastida             | Παστίδας                      | 1 803             |